# El Guettana
El Guettana, également appelé Guitt'na et Guettena, est une commune de la wilaya de Mascara en Algérie.

## Histoire
C'est dans ce village que l'Emir Abdelkader voit le jour et grandit.